# Pseudophilautus abundus
Pseudophilautus abundus es una especie de ranas de la familia Rhacophoridae endémicas de Sri Lanka.